# Soupe au lait (film, 1959)
Pour les articles homonymes, voir Soupe au lait.
Pour plus de détails, voir Fiche technique et Distribution.
Soupe au lait est un film français réalisé par Pierre Chevalier, sorti en 1959.

## Synopsis
Monsieur et Madame Berthaut organisent les fiançailles de leur fille Francine avec un homme compassé, « ingénieur-gendre-idéal », alors qu’elle est amoureuse d’un artiste fantasque, le bouillant Roland surnommé « Soupe au lait ». Sur ces entrefaites, ce dernier, qui a demandé à Francine de l’épouser, arrive en voiture pour chercher la réponse. Elle n’a pas le temps de s’expliquer, car Roland l’embarque aussitôt dans une course-poursuite après un chauffard qui vient de le percuter. À l’issue de leur cavalcade, les tourtereaux passent une nuit amoureuse dans une auberge de campagne. Après scandale, cris et pleurs, les parents consentent de mauvais gré au mariage de Francine et de Roland, escomptant un rapide divorce entre leur fille et ce gendre fantaisiste et imprévisible. Contre toute attente, Roland va finalement rassurer et séduire ses beaux-parents en assumant rapidement et confortablement la vie de son ménage grâce à sa carrière de chanteur de charme…

## Fiche technique
- Titre : Soupe au lait
- Réalisation : Pierre Chevalier
- Scénario : Michel Dulud
- Dialogues : Pierre Chevalier, Michel Dulud
- Décors : Robert Hubert
- Photographie : René Gaveau
- Son : Julien Coutellier
- Montage : André Gaudier
- Musique : Charles Aznavour
- Scripte : Lili Hargous
- Photographe de plateau : Jean Schmidt
- Directeur de production : Michel Mombailly
- Producteurs : Jean Lefait, Raymond Logeart, René Pignières
- Sociétés de production : SNC (Société Nouvelle de Cinématographie), Socipex, Vascos Films
- Société de distribution : Les Films Impéria
- Année de tournage : 1958
- Pays d’origine :  France
- Langue de tournage : français
- Format : noir et blanc — son monophonique — 35 mm
- Genre : Comédie
- Durée : 87 min
- Date de sortie : 
  - France - 1959

## Distribution
- Geneviève Kervine : Francine Berthaut
- Jean Bretonnière : Roland Mage / « Soupe au Lait »
- Noël Roquevert : Antoine Berthaut
- Bernard Dhéran : René Giguel
- Paulette Dubost : Madame Berthaut
- Jean-Marie Proslier : Philippart
- Pierre Larquey : le pharmacien
- Jean Tissier : l'avocat
- Robert Vattier : le directeur
- Albert Dinan : l'ami de Roland
- Albert Michel : un collègue
- Jean Droze
- Madeleine Barbulée
- Max Montavon